# Katianna
Genre
Katianna est un genre de collemboles de la famille des Katiannidae.

## Liste des espèces
Selon Checklist of the Collembola of the World (version du 16 août 2019) :
- Katianna antennalis Rapoport, 1962
- Katianna antennapartitia Salmon, 1941
- Katianna aurantiaca (Womersley, 1935
- Katianna australis Womersley, 1931
- Katianna banzarei Salmon, 1964
- Katianna cardoni (Delamare Deboutteville & Massoud, 1963)
- Katianna cobold Börner, 1907
- Katianna coeruleocephala Handschin, 1920
- Katianna drummondi (Womersley, 1932)
- Katianna gloriosa Salmon, 1946
- Katianna houssayi Delamare Deboutteville & Massoud, 1963
- Katianna jeanneli Delamare Deboutteville & Massoud, 1963
- Katianna kerguelenensis Denis, 1947
- Katianna kuscheli Delamare Deboutteville & Massoud, 1963
- Katianna liliputana (Nicolet, 1847)
- Katianna maryae Bernard, 2014
- Katianna mnemosyne Börner, 1906
- Katianna mucina Womersley, 1933
- Katianna nunezi (Najt, 1967)
- Katianna obscura (Womersley, 1936)
- Katianna oceanica Schött, 1917
- Katianna ornata Womersley, 1932
- Katianna patagonica (Delamare Deboutteville & Massoud, 1963)
- Katianna perplexa Salmon, 1944
- Katianna pescotti Womersley, 1935
- Katianna poivrei Delamare Deboutteville & Massoud, 1963
- Katianna puella (Denis, 1933)
- Katianna purpuravirida Salmon, 1941
- Katianna reducta Salmon, 1944
- Katianna richardsi Najt, 1967
- Katianna ruberoculata Salmon, 1944
- Katianna schotti Womersley, 1933
- Katianna serrae Najt, 1967
- Katianna serrata (Schäffer, 1897)
- Katianna serrata Womersley, 1936 nec Schäffer, 1897
- Katianna steparia (Najt, 1967)
- Katianna uschuaiensis (Schäffer, 1897)
- Katianna viretorum Najt, 1967
- Katianna viridis Delamare Deboutteville & Massoud, 1963
- Katianna willincki (Delamare Deboutteville & Massoud, 1963)
- Katianna wygodzinskyi Delamare Deboutteville & Massoud, 1963
- Katianna zebra (Womersley, 1942)

## Publication originale
- Börner, 1906 : Das System der Collembolen nebst Beschreibung neuer Collembolen des Hamburger Naturhistorischen Museums. Mitteilungen aus dem Naturhistorischen Museum in Hamburg, vol. 23, p. 147-188 (texte intégral).